# 馬克西姆·米爾霍羅德斯基
馬克西姆·維克托羅維奇·米爾霍羅德斯基（羅馬化：Maksym Viktorovych Myrhorodskyi；1979年9月27日—），呼號“邁克”（Майк），乌克兰武装部队少将，曾參加顿巴斯战争，2018年至2021年期間擔任第95独立突击旅旅长，2021年年8月9日至2024年2月11日起擔任乌克兰空降突击军司令。
2022年10月，他被烏克蘭新聲列入烏克蘭最具影響力的25名軍事人員名單。

## 生平
1979年9月27日, 他出生在南部敖德薩州城市博爾赫拉德。
在顿巴斯战争期間，米爾霍羅德斯基參與了斯洛維揚斯克、頓涅茨克機場的防禦以及德巴爾采韋的戰役。
2015年4月25日，他獲頒博赫丹·赫梅利尼茨基一級勳章，成為首位在東部反恐行動（АТО）中獲得該勳章全部等級的軍人。
戰爭期間，他繼續學業，並於2017年6月畢業於國立烏克蘭國防大學，獲得碩士學位。
2018年12月，他被任命為第95獨立空降突擊旅的指揮官
2021年8月9日，他被任命為烏克蘭空降突擊軍司令。
2024年2月11日，他被解除烏克蘭空降突擊軍司令職務。